# Norris Green
Norris Green – dzielnica w Liverpoolu, w Anglii, w Merseyside, w dystrykcie Liverpool. W 2011 miejscowość liczyła 15 047 mieszkańców.